# Апановка
Апановка (каз. Апанов) — село в Тарановском районе Костанайской области Казахстана. Входит в состав Павловского сельского округа. Код КАТО — 396463200.

## География
Находится примерно в 56 км к юго-востоку от районного центра, села Тарановское.

## Население
В 1999 году население села составляло 787 человек (383 мужчины и 404 женщины). По данным переписи 2009 года, в селе проживало 575 человек (288 мужчин и 287 женщин).
На 1 января 2015 года население села составляло 540 человек